# Thierry Sarmant
 (juillet 2025).
Motif : Notoriété à démontrer par des sources secondaires indépendantes
- Archive Wikiwix
- Bing
- Cairn
- DuckDuckGo
- E. Universalis
- Gallica
- Google
- G. Books
- G. News
- G. Scholar
- Persée
- Qwant
- (zh) Baidu
- (ru) Yandex
- (wd) trouver des œuvres sur Wikidata

| 1. | Préciser le motif de la pose du bandeau. | Précisez le motif de la pose du bandeau en utilisant la syntaxe suivante : {{admissibilité à vérifier\|date=août 2025\|motif=remplacez ce texte par le motif}}                       |
| 2. | Informer les utilisateurs concernés.     | Pensez à avertir le créateur de l'article, par exemple, en insérant le code ci-dessous sur sa page de discussion : {{subst:avertissement admissibilité à vérifier\|Thierry Sarmant}} |

Pour l’article ayant un titre homophone, voir Sarmant.
Thierry Sarmant est un archiviste, numismate et historien français, né le 9 octobre 1969 à Paris.

## Biographie
Thierry Sarmant se forme à l'École nationale des chartes, où une thèse sur l'histoire du Cabinet des médailles de la Bibliothèque nationale lui permet d'obtenir le diplôme d'archiviste paléographe (1993). Il poursuit ses recherches en dédiant sa thèse de doctorat aux collectionneurs de médailles sous l'Ancien Régime (université de Paris-I-Panthéon Sorbonne, 1999).
Devenu conservateur du patrimoine au Service historique de l'Armée de terre, il contribue à la modernisation de son service, publie de nombreux inventaires d'archives et entreprend des recherches mettant en valeur les fonds dont il a la charge. Il travaille particulièrement sur Louvois, auquel il consacre plusieurs études et soutient en 2009 son mémoire d'habilitation à diriger des recherches consacrée aux pratiques de gouvernement sous Louis XIV.
Directeur adjoint du Département des monnaies, médailles et antiques de la Bibliothèque nationale de France de 2006 à 2009, il devient en 2010 responsable des collections de monnaies et médailles du musée Carnavalet, puis directeur adjoint de ce musée. Il y est commissaire des expositions Les Couleurs du ciel : peintures des églises de Paris au XVIIe siècle (2012-2013) et Napoléon et Paris : rêves d'une capitale (2014-2015).
En 2016, il est de nouveau nommé au Service historique de la Défense, comme chef du département des fonds d'archives puis comme chef du Centre historique des archives.
Il devient en 2018 directeur des collections du Mobilier national. Il y est commissaire général des expositions Créer pour Louis XIV : Colbert, Le Brun et les manufactures de la Couronne (2019) et Palais disparus de Napoléon (2021-2022).
Il rejoint les Archives nationales en 2022.
De 2011 à 2018, il dirige la collection « Portraits historiques » aux éditions Belin. Il a reçu, le 7 octobre 2015, le 39e Prix de la Fondation Pierre Lafue pour son ouvrage 1715 : la France et le monde édité chez Perrin.

## Télévision
En 2015, il participe à l'émission Secrets d'Histoire consacrée à Louis XIV, intitulée Louis XIV, le roi est mort, vive le roi !, diffusée le 1er septembre 2015 sur France 2.
En 2017, il participe également à l'émission Secrets d'Histoire consacrée à Philippe d'Orléans, intitulée Le Régent, un libertin sur le trône de France diffusée le 10 août 2017 sur France 2

## Publications
- Le Cabinet des médailles de la Bibliothèque nationale, 1661-1848, Paris : École des chartes, 1994, 403 p.  (ISBN 2-900791-09-X)
- Moscou reconstruite vue par un officier peintre, 1819-1830 : dessins et aquarelles de la collection du ministre de la Défense, Vincennes : Service historique de l’armée de Terre, 1998 [catalogue d'exposition, Moscou, 1998] (en collaboration avec Isabelle Bruller et Dimitri Chvidkovski). 54 p.  (ISBN 2-86323-117-0)
- La Roumanie dans la Grande guerre et l'effondrement de l'armée russe, éd. critique des rapports du général Berthelot, chef de la Mission militaire française en Roumanie (1916-1918), Paris : L'Harmattan, 2000, 468 p. (avec Jean-Noël Grandhomme et Michel Roucaud)  (ISBN 978-2747501545)
- Pouvoir politique et autorité militaire en Algérie française. Hommes, textes, institutions (1945-1962), Vincennes : Service historique de l'Armée de terre/Paris : L'Harmattan, 2002, 407 p. (avec Michel Hardy et Hervé Lemoine)  (ISBN 978-2111288102)
- La Place Vendôme : art, pouvoir et fortune [catalogue de l'exposition, Paris, 2002] Paris : Action artistique de la Ville de Paris, 2002, 310 p. (dir. avec Luce Gaume)  (ISBN 2-913246-41-9)
- Les Demeures du Soleil. Louis XIV, Louvois et la surintendance des Bâtiments du roi, Seyssel : Champ Vallon, 2003, 387 p.  (ISBN 2-87673-381-1)
- La République des médailles. Numismates et collections numismatiques à Paris du Grand siècle au siècle des Lumières, Paris : H. Champion, 2003, 436 p.  (ISBN 2-7453-0695-2)
- Vauban : l'intelligence du territoire, Paris : Éditions Nicolas Chaudun / Vincennes : Service historique de la Défense, 2006, 175 p. (avec Martin Barros et Nicole Salat)  (ISBN 2-35039-028-4)
- L'Île-aux-Moines au plaisir de la mer, Spézet : Keltia graphic, 2006, 125 p. (avec François de Beaulieu)  (ISBN 2-35313-000-3)
- Architecture et beaux-arts à l’apogée du règne de Louis XIV : édition critique de la correspondance du marquis Louvois, surintendant des Bâtiments du roi, arts et manufactures de France conservée au Service historique de la Défense, t. I, 1683-1684, Paris : Comité des travaux historiques et scientifiques, 2007 ; t. II, 1685, 2009 (codir. avec Raphaël Masson)  (ISBN 978-2-7355-0644-6)
- Les Ministres de la Guerre (1570-1792). Histoire et dictionnaire biographique, Paris : Belin, 2007, 653 p. (dir.)  (ISBN 978-2-7011-4505-1)
- Politique, guerre et fortification au Grand Siècle. Lettres de Louvois à Louis XIV, Paris : Société de l'histoire de France/Vincennes : Service historique de la Défense, 2007, 320 p. (avec Nicole Salat)  (ISBN 978-2354071042)
- Gouvernement et haut commandement au déclin de la IIIe République : édition critique des procès-verbaux du Comité de guerre, 1939-1940, Paris-Vincennes : Comité des travaux historiques et scientifiques-Service historique de la Défense, 2009. 186 p. (codir. avec Ségolène Garçon)  (ISBN 978-2-7355-0673-6)
- Régner et gouverner : Louis XIV et ses ministres, Paris : Perrin, 2010, 661 p. (avec Mathieu Stoll)  (ISBN 978-2-262-02560-1)
- Le Grand siècle en mémoires, anthologie, Paris : Perrin, 2011, 516 p.  (ISBN 978-2-262-03332-3)
- Le Musée idéal de l'histoire de France, Paris : Nouveau Monde, 2011, 351 p.  (ISBN 978-2-84736-633-4)
- Louis XIV homme et roi, Paris : Tallandier, 2012, 605 p.  (ISBN 978-2847347227)
- Louis XIV et Paris. Collections du musée Carnavalet, Paris : Paris-Musées, 2013, 71 p.  (ISBN 978-2-7596-0213-1)
- Fontainebleau : mille ans d'histoire de France, Paris : Tallandier, 2013, 445 p. (avec Jean-François Hebert)  (ISBN 979-10-210-0099-5)
- 1715 : la France et le monde, Paris : Perrin, 2014, 461 p. - Prix Pierre Lafue 2015  (ISBN 978-2-262-03331-6)
- Louis XIV : l'univers du Roi-Soleil, Paris, Versailles : Tallandier, Château de Versailles, 2014, 224 p. (avec Alexandre Maral)  (ISBN 979-10-210-0637-9)
- Napoléon et Paris, rêves d'une capitale [catalogue de l'exposition, Paris, Musée Carnavalet, 2015], Paris : Paris musées, 2015, 240 p. (codir. avec Florian Meunier, Charlotte Duvette et Philippe de Carbonnières) (ISBN 978-2-7596-0292-6)
- Pierre le Grand. Un tsar en France 1717 [ catalogue de l'exposition, Versailles, Trianon, 2017], Paris, Versailles : Lienart, Château de Versailles, 2017, 240 p. (codir. avec Gwenola Firmin et Francine-Dominique Liechtenhan)  (ISBN 9782359062014)
- Vincennes : mille ans d'histoire de France, Paris : Tallandier, 2018, 399 p.  (ISBN 979-10-210-2157-0)
- Créer pour Louis XIV : Colbert, Le Brun et les manufactures de la Couronne [catalogue de l'exposition, Paris, Mobilier national, 2019], Paris : Mobilier national-Silvana Editoriale, 2019, 200 p. (dir.)  (ISBN 978-8836642861)
- Histoire mondiale des cours, Paris : Perrin, 2019, 480 p. (dir. avec Victor Battaggion)  (ISBN 978-2262072865)
- Le Grand Colbert, Paris : Tallandier, 2019, 509 p. (avec Mathieu Stoll)  (ISBN 979-1021025806)
- Pierre le Grand : la Russie et le monde, Paris : Perrin, 2020, 558 p. (avec la collaboration de Jean-Pierre Sarmant)  (ISBN 978-2262048143)
- L'Hôtel de Bourrienne. Aventures entrepreneuriales, Paris : Tallandier, 2020, 144 p.  (ISBN 979-1021039575)
- Laques : regards croisés [catalogue de l'exposition, Paris : Bibliothèque Forney, 2020], Villemur-sur-Tarn : Mobilier national / Loubatières, 2020, 78 p. (codir. avec Isabelle Emmerique et Thibauld Mazire)  (ISBN 978-2862667836)
- Les Métiers d'art du Mobilier national, Paris : Gallimard, coll. « Découvertes Gallimard Hors série », 2020, 68 p. (avec Marie-Hélène Massé-Bersani).  (ISBN 9782072902987)
- Palais disparus de Napoléon. Tuileries, Meudon, Saint-Cloud, [catalogue de l'exposition, Paris, Mobilier national, 2021], Paris : Mobilier national / In Fine, 2021, 406 p. (dir.)  (ISBN 978-2382030387)
- Catherine II de Russie ou le sexe du pouvoir, Paris : Calype, 2022, 106 p. (avec la collaboration de Jean-Pierre Sarmant)  (ISBN 978-2494178038)
- Le Régent. Un prince pour les Lumières, Paris : Perrin/Bibliothèque nationale de France, 2023, 256 p.  (ISBN 978-2262096090)
- L'Envers du Grand Siècle. Madame Palatine, le défi au Roi-Soleil, Paris : Flammarion, coll. « Au fil de l'histoire », 2024, 352 p.[8]  (ISBN 9782080270047)
- Lorenzo Magalotti. Journal de France de l'année 1668. Un diplomate florentin à Paris sous Louis XIV, éd. critique, Paris-Milan : Mobilier national / Silvana Editoriale, 2024. 216 p. (en collaboration avec Annonciade Russo et Emmanuelle Federspiel)  (ISBN 978-8836658428).
- Histoire des palais. Le pouvoir et sa mise en scène en France du Ve au XXIe siècle, Paris : Tallandier, 2025, 554 p.  (ISBN 979-1021052123).

## Décorations
- Commandeur de l'ordre des Arts et des Lettres Il est promu au grade de commandeur le 23 mars 2017[9].